# 圣乔治教堂 (蒂宾根)

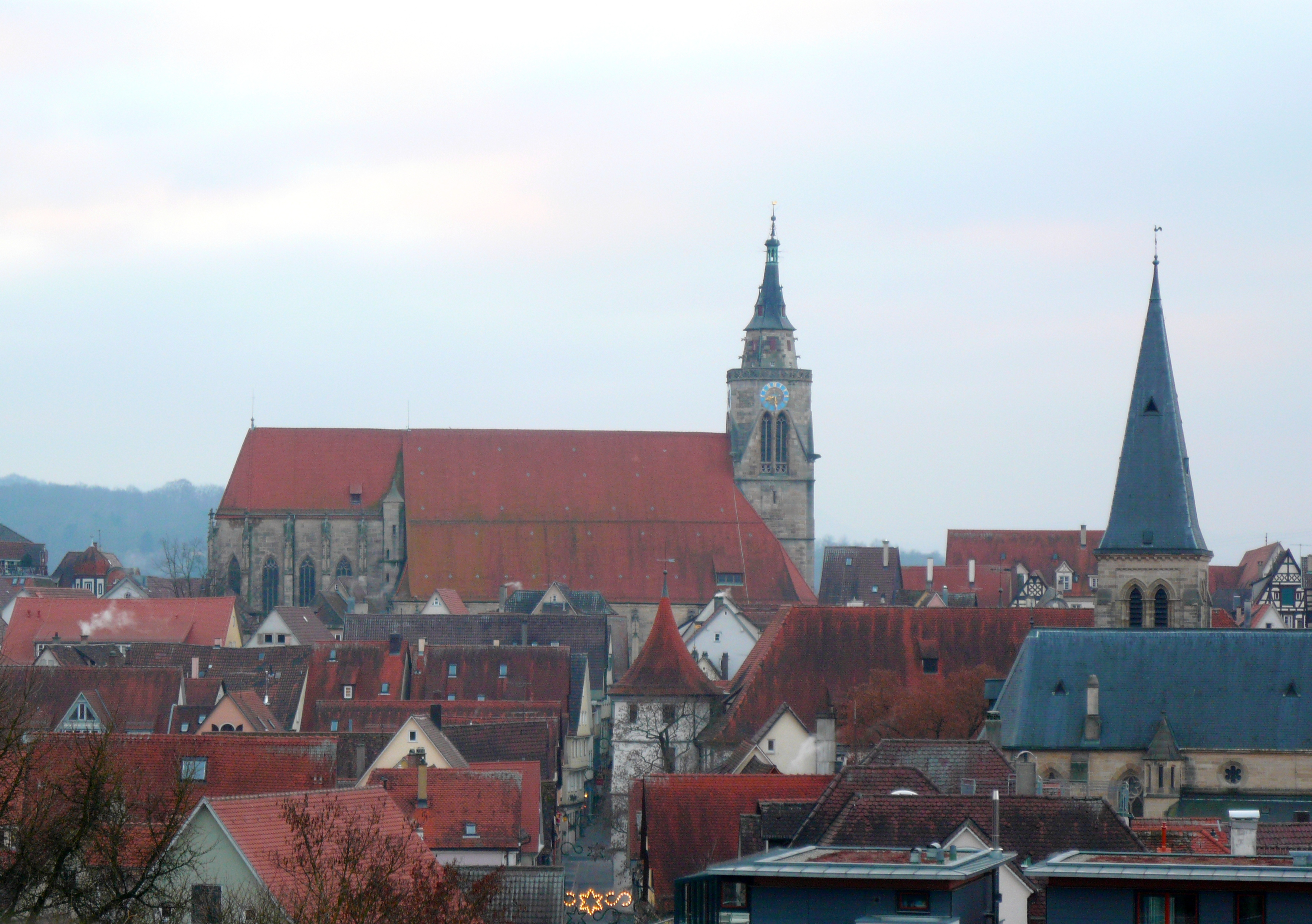
圣乔治教堂

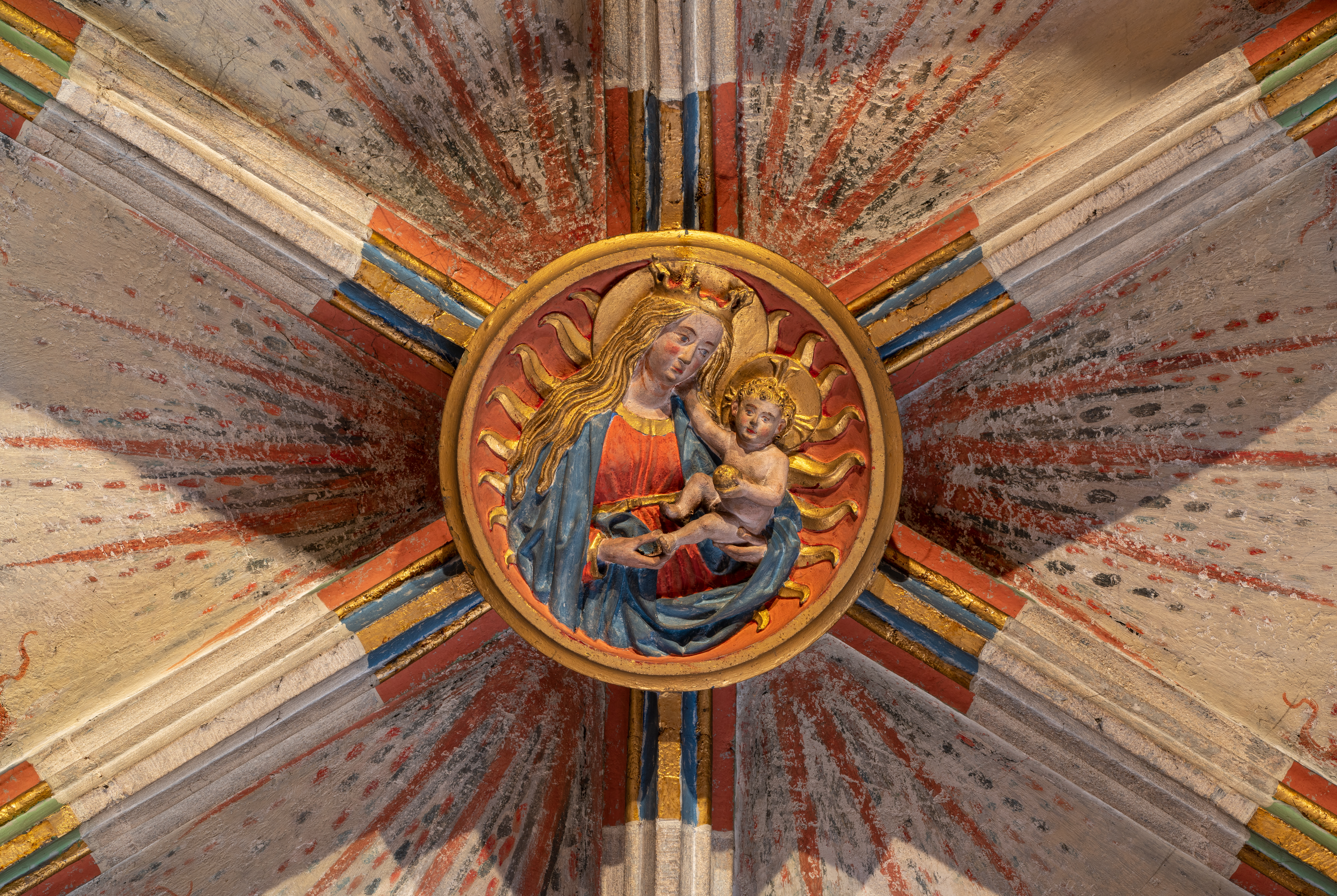
圣乔治教堂东南侧礼拜堂内的圆形凸饰上的圣母与圣子浮雕

圣乔治教堂（Stiftskirche zu St. Georg）是德国巴登-符腾堡州城市蒂宾根的一座教堂。这是一座晚期哥特式建筑，由科布伦茨的彼得兴建于1470年。花窗玻璃由Peter Hemmel设计，他还设计了乌尔姆、奥格斯堡、纽伦堡、慕尼黑和斯特拉斯堡的花窗玻璃。